# 安定思公主
安定公主（654年?月?日—654年?月?日），中国唐朝皇帝唐高宗李治与武则天的大女兒，追封安定公主，太平公主姐姐，谥曰思。
安定公主的死，使高宗李治對結髮妻子王皇后恨之入骨，导致日後的廢后事件，讓當時還是昭仪的武则天成为此一事件的最大受益者。历史文献中，成书于五代的《旧唐书》和《唐会要》只记载了小公主暴卒，駱賓王的《討武曌檄》也無此一說法，而宋朝的文献《新唐书》和《资治通鉴》却提出武则天自己才是杀害小公主並嫁祸王皇后的兇手。武昭仪生下女兒，王皇后無聊怜爱并逗弄她玩，皇后離開後，武氏趁四下無人之計拿一條白凌和被子将女兒勒悶死，又盖上被子。正好高宗来到，武氏假装欢笑，打开被子一同看孩子，发现女儿已死，武氏啼哭。问身边人是怎么回事，身边的人都说：“皇后刚刚来过这里。”高宗勃然大怒，说道：“皇后杀了我女儿！”武昭仪于是哭泣着数落皇后的罪过。皇后无法辯駁解释機會清楚交代，高宗从此有了废王皇后改立武昭仪为皇后的想法。但后来唐高宗废后的理由是王皇后“谋行鸩毒”，并未提及王皇后杀害皇女。
664年，唐高宗与武则天下诏追封小公主为安定公主，谥号思，于德业寺以亲王葬仪隆重迁葬于崇敬寺。

## 影视形象
- 《太平公主秘史》虚构了安定公主生还后冒充胞妹太平公主参与唐朝和武周朝政的故事，其童年、少年和成年分别由林妙可、郑爽和贾静雯扮演。